# Бортич Олександра Миколаївна
Олександра Миколаївна Бортич (біл. Аляксандра Мікалаеўна Борціч, нар. 24 вересня 1994, Світлогорськ, Гомельська область, Білорусь) — російська та білоруська акторка. Найбільш відома участю у фільмах «Духless 2» і «Вікінг».
Фігурантка бази даних центру "Миротворець" як особа, що становить загрозу національній безпеці України і міжнародному правопорядку: незаконно перетнула державний кордон України, щоб взяти участь у зйомках фільму "Вікінг", які проходили в окупованому Криму.

## Біографія
Народилася 24 вересня 1994 в місті Світлогорську в Білорусі, де і проживала до 3-річного віку, потім, після розлучення батьків — у Гродно у бабусі (до школи). 
Потім мати забрала її до себе в Москву. Коли їй було 10 років, мати вдруге одружилася.
Закінчила в Москві середню школу та музичну школу (по класу саксофон). У 9-10 класах займалася в театральній студії. Після закінчення школи вступала до театрального інституту, але не пройшла за конкурсом; працювала офіціанткою.
У 2014 році в результаті конкурсного відбору молодих виконавців отримала головну роль в психологічній драмі «Як мене звати» (реж. Нигина Сайфулаева). Фільм отримав головний приз на міжнародному кінофестивалі «Балтійські дебюти» (Світлогорськ, Калінінградська обл.) і спеціальний приз «За легке дихання і художню цілісність» на XXV-му відкритому російському кінофестивалі «Кінотавр» (Сочі). Стрічка була показана на XX-му міжнародному фестивалі фільмів про права людини «Сталкер» в Москві і на міжнародному кінофестивалі у Сан-Сабастьяне (Іспанія). Після цього акторка взяла участь у зйомках фільму "Духlеss-2"..

## Громадська позиція
Фігурантка бази даних центру "Миротворець" як особа, що становить загрозу національній безпеці України і міжнародному правопорядку: незаконно перетнула державний кордон України, щоб взяти участь у зйомках фільму "Вікінг", які проходили в окупованому Криму.
21 січня 2021 року висловилася на підтримку опозиційного політика Олексія Навального, який напередодні був арештований і відправлений у СІЗО. У своєму відео [Архівовано 30 січня 2021 у Wayback Machine.] в підтримку Олексія, який вийшов на його ютуб-каналі, Олександра сказала, що ситуація з його арештом стосується всіх громадян Росії незалежно від їх ставлення до самого Навального, оскільки показує, що конституція, кримінальний кодекс та інші закони РФ, таким чином є «просто папірцями», і при бажанні можна зробити з ким завгодно і що завгодно.

## Особисте життя
У 2016 році одружилася з реп-виконавцем В'ячеславом Воронцовим, в 2018 році розлучилися.
22 червня 2020 р. народила сина Олександра від підприємця Євгенія Савельєва.

## Нагороди
2015 рік — приз «Найкраща жіноча роль другого плану» XXII-го Міжнародного фестивалю акторів кіно «Сузір'я», який проводить Гільдія акторів кіно Росії (за роль у фільмі «Духless 2»).